# Fenmerca

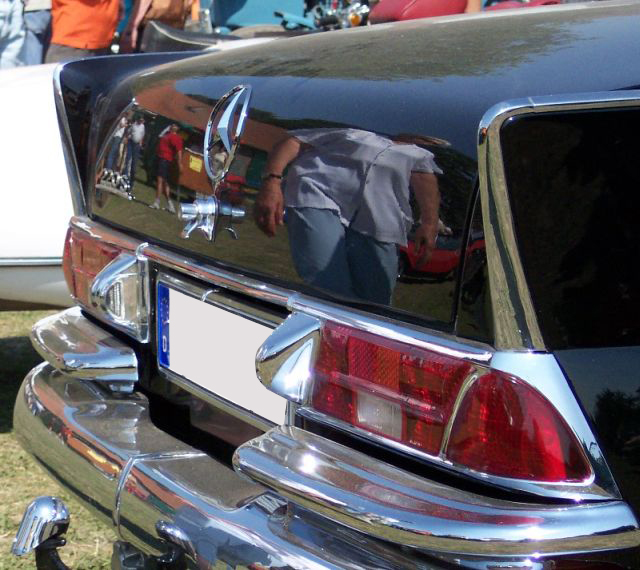
Här framgår tydligt var namnet kommer från.

Fenmerca är den föga värdiga benämningen på sextiotalets familjebilar från den tyska biltillverkaren Mercedes-Benz. Modellen ersatte femtiotalets pontonformade Bulle. Bilen fanns dels i en fyrcylindrig version som W110,dels i en sexcylindrig som W111. Dessutom fanns den lyxiga W112. Alla delade dock samma grundkaross med de typiska fenorna.

## W110 (1961-68)
Se vidare under huvudartikeln Mercedes-Benz W110.
De fyrcylindriga fenorna hade en enkelt utformad front.

## W111 (1959-71)
Se vidare under huvudartikeln Mercedes-Benz W111.
De sexcylindriga fenorna var först ut med de lodräta strålkastare som kännetecknar Mercedes sextio- och sjuttiotals-modeller.

## W112 (1961-67)
Se vidare under huvudartikeln Mercedes-Benz W112.
300 SE skilde sig från sina enklare syskon genom sin stora treliterssexa, luftfjädring och en påkostad inredning.

## Bilder

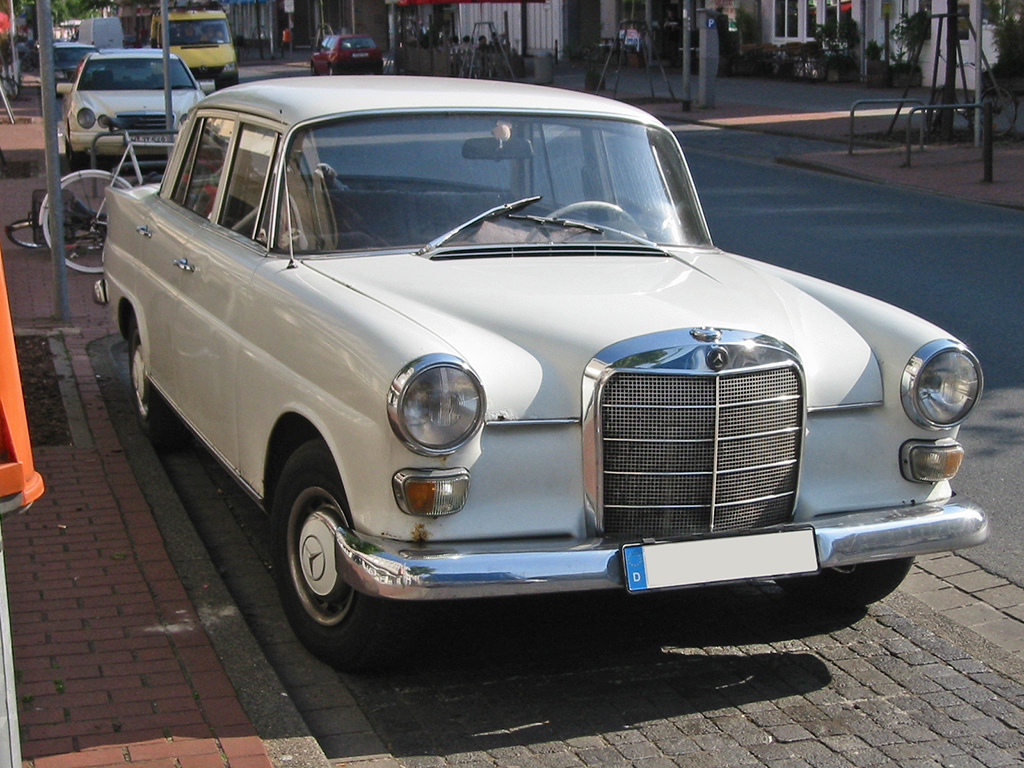
Mercedes-Benz 200
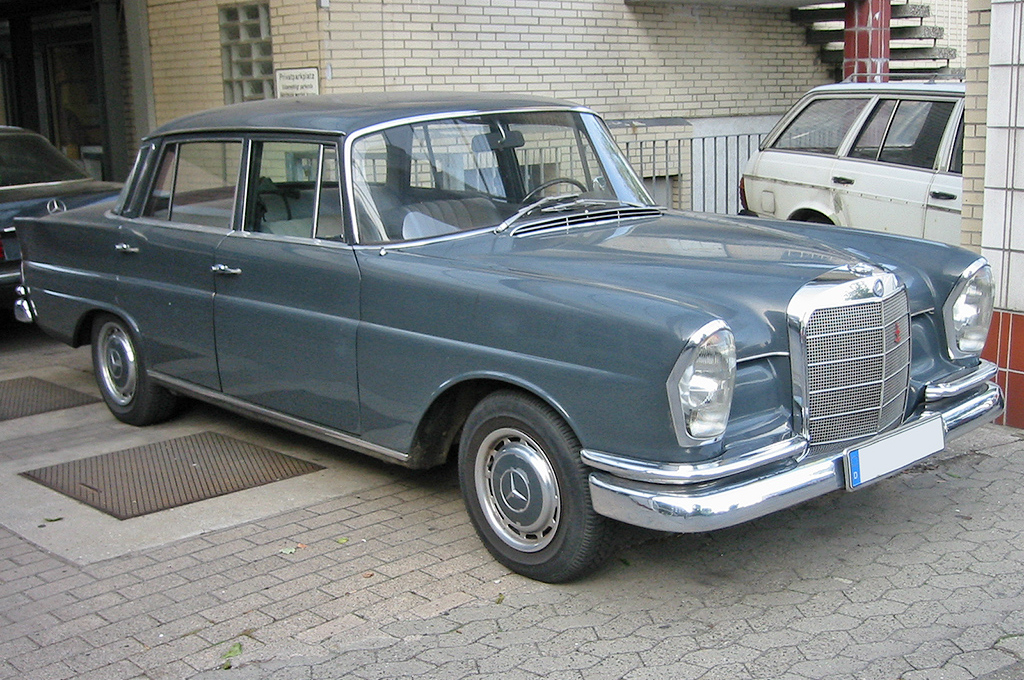
Mercedes-Benz 230 S
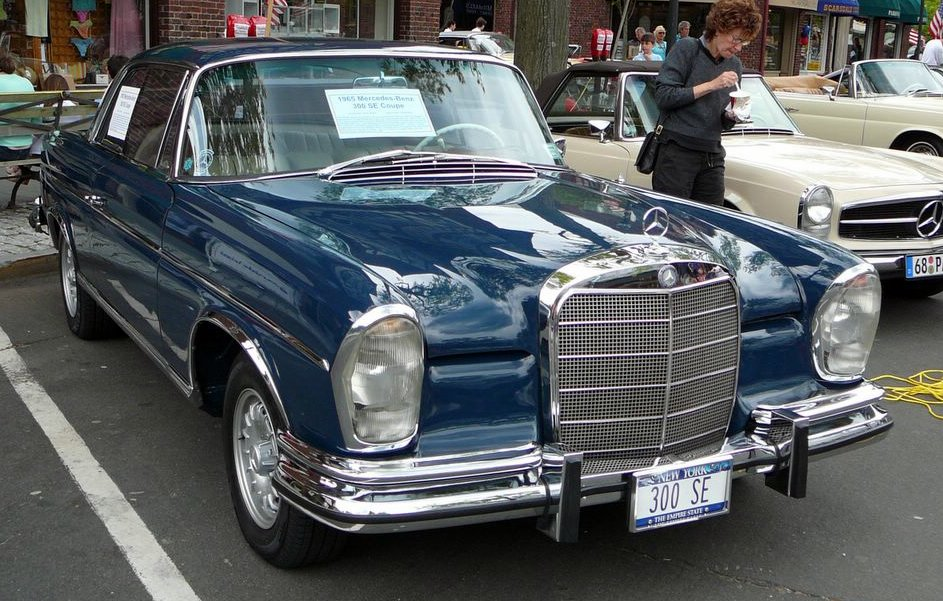
Coupén, med mindre utpräglade fenor